# Miroslav Šmíd (wspinacz)
Miroslav Šmíd (ur. 11 maja 1952, Police nad Metují  – zm. 11 września 1993 r. w Yosemite Valley w Parku Narodowym Yosemite w USA) – czeski taternik, alpinista i fotograf górski.
Wychował się w miejscowości Police nad Metují. Pierwsze kroki wspinaczkowe stawiał na piaskowcowych ścianach Ostaša, a następnie Adršpašskoteplických skál, gdzie zapisał na swe konto szereg pierwszych wejść.
Najbardziej aktywny jako wspinacz był w latach 70. i 80. XX wieku, należał wówczas do czołówki czechosłowackich wspinaczy. W Tatrach przechodził drogi o największych trudnościach - zanotował tam 230 przejść (z czego 80 w zimie i 25 pierwszych przejść). Wspinał się również w Norwegii (Trollryggen w zimie 1976), Pamirze (lata 1977 i 1979), na Kaukazie, w pasmach górskich USA i w Himalajach. W 1984 r. był członkiem czechosłowackiej wyprawy, która miała na celu zdobycie Dhaulagiri i Lhotse Shar, a w 1987 r. członkiem wyprawy na Mount Everest. W 1986 r. dokonał solowego wejścia na Ama Dablam. W 1990 r. w Patagonii pokonał Fitz Roy-a i Cerro Torre.
Zginął tragicznie podczas solowej wspinaczki, odpadając ze ściany turni Lost Arrow Spire w Yosemite.
Był autorem kilku książek. W 1981 r. zainicjował w Policy nad Metují Międzynarodowy Festiwal Filmu Wspinaczkowego (czes. Mezinárodní horolezecký filmový festival), odbywający się z przerwami do dziś.